# Землетрясение в Крайстчерче (июнь 2011)
Землетрясение в Крайстчерче в июне 2011 года — землетрясение магнитудой 6,4, произошедшее в понедельник 13 июня 2011 года в 14 часов 20 минут по местному времени (UTC+12:00) на Южном острове Новой Зеландии. Интенсивность землетрясения оценивалась в VIII баллов (разрушительное) по шкале Меркалли. Эпицентр находился в 10 км юго-восточнее Крайстчерча. Гипоцентр находился на глубине 7 км. Максимальное ускорение грунта в Крайстчерче достигло величины в 0,78 g, а в районе эпицентра — 2,13 g. Так как эпицентр находился на суше, вдалеке от побережья, цунами не случилось.
Незадолго до этого землетрясения Крайстчерч пострадал в результате сильных землетрясений в сентябре 2010 года и в феврале 2011 года. Июньскому землетрясению предшествовал форшок магнитудой 5,9, с гипоцентром на глубине 8,9 км. Геологическая служба США сообщала о сейсмическом толчке магнитудой 6,0 на глубине 9 км.
Землетрясение нанесло ущерб многим зданиям и сооружениям, в том числе пострадавшим в результате землетрясений 2010—2011 годов. Так, например, повреждённая башня исторического здания Литтелтонской хронометрической станции обрушилась до завершения демонтажных работ. Были повреждены телефонные линии, возникли перебои с электроснабжением, в результате которых около 54 000 домовладений остались без электричества.
Стоимость восстановительных работ в Крайстчерче и его окрестностях, ведущихся с сентября 2010 года, в результате землетрясения возросла на 6 миллиардов новозеландских долларов.
1 пожилой человек умер, не приходя в сознание, 46 человек получили травмы различной степени тяжести.

## Предпосылки
Новая Зеландия находится в зоне сейсмически активного Тихоокеанского вулканического огненного кольца. Землетрясения в Новой Зеландии происходили задолго до появления первых европейских поселений, и продолжаются до сих пор. Крупнейшим землетрясением за всю историю наблюдений в Новой Зеландии стало землетрясение с эпицентром около Уаирарапа, магнитудой 8,2, которое случилось 23 января 1855 года. Другим разрушительным землетрясением стало землетрясение в Хокс-Бей магнитудой 7,8, произошедшее 3 февраля 1931 года. Оно стало самым крупным землетрясением по количеству жертв за всю историю наблюдений в Новой Зеландии на тот момент, и значительно повлияло на жизнь в Нейпире и Хейстингсе.
В отличие от Северного острова, на Южном острове Новой Зеландии происходило меньшее количество крупных землетрясений. Землетрясение в Кентербери 4 сентября 2010 года, магнитудой 7,1, стало сильнейшим из землетрясений, случившихся в Кентербери, за всю историю наблюдений. После этого землетрясения произошло большое количество афтершоков. Несмотря на то, что подобные серии афтершоков уже случались в мире, для региона Кентербери они стали необычным явлением, поскольку ранее здесь наблюдался сравнительно низкий уровень сейсмической активности. Эти землетрясения помогли учёным обнаружить ранее бездействующие геологические разломы в центральной и восточной областях Южного острова, а также на морском дне неподалёку от побережья Новой Зеландии.

## Геология

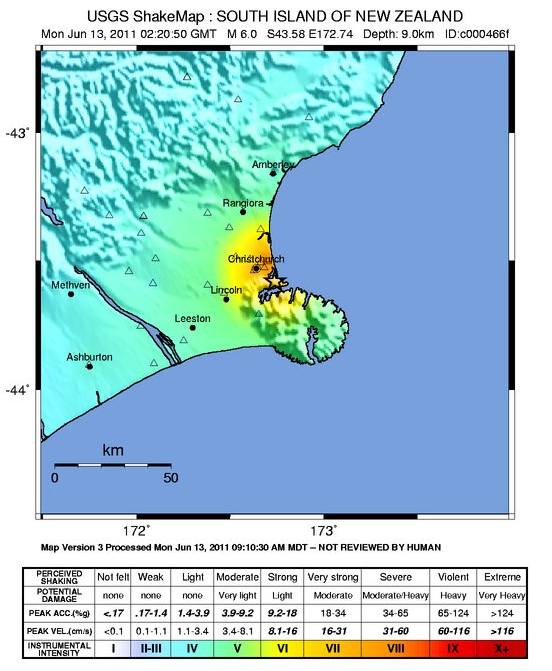
Карта сейсмических толчков по данным USGS

Землетрясение магнитудой 6,4 ML произошло 13 июня 2011 года в 14:20 по местному времени на глубине 7 км, в 10 км юго-восточнее Крайстчерча.
Землетрясение произошло в результате взаимодействия Австралийской и Тихоокеанской плит к юго-востоку от конвергентной границы, проходящей по Южному острову (Альпийский разлом и разлом Хоуп). Сдвиг горных пород произошёл в восточной части той же зоны разломов, которая относилась к предыдущему землетрясению магнитудой 6,3, случившемуся 22 февраля 2011 года в районе разлома Порт-Хиллс. Июньскому землетрясению за 1 час и 20 минут предшествовал форшок магнитудой 5,9 ML с похожим фокальным механизмом. Эксперты полагают, что землетрясения возникли в неизвестном ранее тектоническом разломе, расположенном в нескольких километрах к югу от разлома Порт-Хиллс. Геологическая служба США сообщала о землетрясении магнитудой 6,0 Mw на глубине 9 км, а предшествующий ему сейсмический толчок на той же глубине получил оценку в 5,2 магнитуд.
Сейсмологи считают эти землетрясения частью длительной серии афтершоков, возникшей после землетрясения магнитудой 7,1 в сентябре 2010 года. К этой же серии относят и землетрясение, случившееся в феврале 2011 года. После июньских землетрясений также последовала серия афтершоков меньшей интенсивности, самый мощный из которых, магнитудой 5,1ML, произошёл через минуту после основного сейсмического толчка. Через два дня после этого произошли ещё два сейсмических толчка, магнитудой 4,7ML и 4,2L. Несмотря на значительное количество высвободившейся при землетрясениях энергии, считалось, что они увеличили риск возникновения афтершоков похожей интенсивности. Так, по расчётам GNS Science, вероятность возникновения в регионе Кентербери землетрясения магнитудой от 6,0 до 6,9 в течение года после катастрофы оценивалась в 23 %. Неделей спустя, 22 июня 2011 года, ночью, землетрясение магнитудой 5,4ML потревожило Крайстчерч, причинив дополнительные разрушения и создав потребность в эвакуации жителей.
При расположении гипоцентра всего в нескольких километрах от поверхности, землетрясение ощущалось на значительной площади центральной и восточной частей Южного острова Новой Зеландии. Максимальная интенсивность землетрясения в Крайстчерче оценивалась в VIII баллов по шкале Меркалли (серьёзное), в то время как в прилегающих населённых пунктах, таких как Роллстон и Линкольн, интенсивность оценивалась в VI баллов по шкале Меркалли. Холмистая форма рельефа пригорода Самнер ещё более усилила сейсмический эффект от землетрясения. Колебания почвы несколько меньшей интенсивности наблюдались и в других населённых пунктах региона. Ущер зданиям и сооружениям был нанесён в населённых пунктах вплоть до Данидина, а землетрясение ощущалось в том числе в таких городах, как Нью-Плимут и Инверкаргилл.

## Ущерб

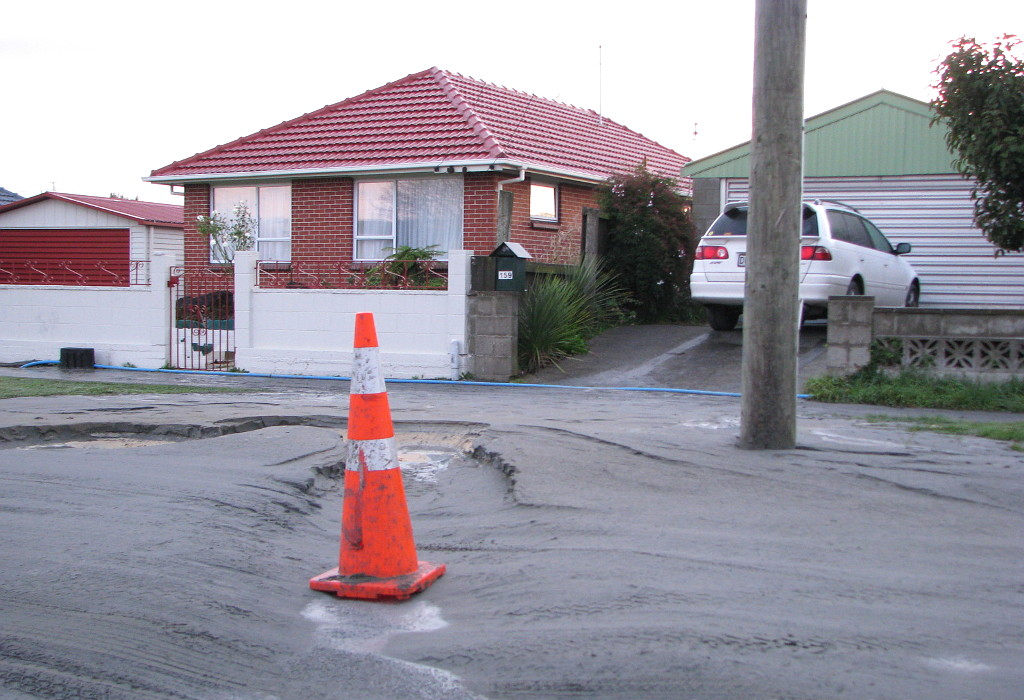
Разжижение грунтов в результате землетрясения

Землетрясение и предшествующий ему сейсмический толчок произошли в густонаселённом районе, в котором большинство зданий и сооружений пострадало в результате предыдущих землетрясений 2010 и 2011 годов. Землетрясение непосредственно затронуло около 400 000 человек, многие из которых оценили землетрясение как сильное (VI—VII баллов по шкале Меркалли). По данным медицинских служб в результате землетрясения получили ранения как минимум 46 человек; несколько человек было ранено падающими обломками, двое из них были доставлены в больницу в критическом состоянии. В городском центре двое рабочих были извлечены из-под завалов и в срочном порядке госпитализированы. Утром следующего дня официальные источники констатировали смерть пожилого человека, который ударился в доме отдыха во время землетрясения и умер, не приходя в сознание. Большого количества жертв удалось избежать благодаря тому, что была проведена экстренная эвакуация после первого слабого толчка, а эпицентр переместился из густонаселённого района.
В результате землетрясения многие телефонные линии отключились, а веерные отключения электричества затронули около 54 000 домовладений. Кроме того, как минимум 70 подземных высоковольтных кабелей (11 000 В) были повреждены, что в том числе привело к отключениям. Землетрясение привело к разрывам водопровода, в результате чего несколько улиц затопило водой. После землетрясения большая часть Крайстчерча лишилась водоснабжения, а жителей попросили экономить воду. Кроме того, власти объявили о закрытии мостов в качестве меры предосторожности; сообщалось, что один из мостов был повреждён в результате смещения грунта. Через несколько дней после землетрясения произошло возгорание в электрощите госпиталя Крайстчерча в результате продолжавшихся подземных толчков.
Сильные смещения грунта послужили причиной и других эффектов, в том числе утечек топлива и обширного разжижения грунтов. В некоторых местах произошла суффозия песчаного грунта под асфальтированным покрытием, что привело к опрокидыванию, а также затоплению нескольких автомобилей. Некоторые дома в холмистых пригородах, таких как Самнер и Редклиффс пострадали в результате обвалов горных пород с вершин холмов. В некоторых местах Хиткот-Валли за счёт подъёма уровня грунтовых вод появились ранее спящие или новые родники.

### Социально-экономические последствия
Индекс NZX 50 новозеландской фондовой биржи упал на 0,4 процента до своего низшего уровня с 20 апреля 2011 года; 24 ценные бумаги упали в цене, 6 выросли, 20 остались без изменений. Курс новозеландского доллара упал после землетрясения по отношению к американскому доллару на 0,01, что составило около 1,3 % в относительном выражении. После резкого сокращения количества спортивных мероприятий, компания Vbase, принадлежащая городскому совету, и занимающаяся управлением стадионами, объявила о сокращении 151 рабочего места. В национальном масштабе количество одобренных властями строительных подрядов сократилось на 4,5 % после землетрясения. Влияние катастрофы распространилось и за пределы Новой Зеландии, так страховая компания Insurance Australia Group сообщила о чистых убытках по претензиям в результате землетрясения в размере 65 миллионов австралийских долларов.

### Оценка ущерба
Хотя точная сумма ущерба от землетрясения была неизвестна, землетрясение причинило ущерб многим зданиям и сооружениям в Крайстчерче, причём около половины из них так или иначе пострадали в результате предыдущих землетрясений 2010 и 2011 годов. По предварительной оценке ещё около 100 зданий были признаны неремонтопригодными. Несмотря на умеренную интенсивность землетрясения, предварительный сейсмический толчок магнитудой 5,6 ML привёл к обрушению двухэтажных зданий на одном из перекрёстков в Крайстчерче. Несколько госпиталей и частных медицинских учреждений в Крайстчерче оказались неспособны к оказанию необходимых медицинских услуг, а некоторые из них сообщали и о повреждении инфраструктуры.
Несмотря на предыдущие попытки реконструкции, городские власти приняли решение о полном сносе 130-летнего кафедрального собора Крайстчерча. Здание стало неустойчивым после того как обрушилась его западная стена, а сильная вибрация разрушила его витражную окно-розу. Похожий ущерб был нанесён и центру искусств Крайстчерча, хотя и до землетрясения здание находилось в плачевном состоянии. Трёхмесячный проект его реконструкции должен был начаться в октябре 2011 года. По предварительной оценке стоимость этого проекта составляла 30 миллионов новозеландских долларов. Башня исторической Литтелтонской хронометрической станции, получившая повреждения в результате землетрясения в феврале 2011 года, в результате июньского землетрясения обрушилась, хотя к этому моменту были согласованы планы по её демонтажу. Порт Литтелтона, крупный порт в регионе, также получил дополнительный ущерб от землетрясения, что потребовало полной инженерной проверки. Высотное здание HSBC Tower сильно раскачивалось во время землетрясения, но повреждения были ограничены несколькими трещинами и разбитыми плитками на крыше. Коллекция артефактов в Кентерберийском музее оказалась разбросанной в беспорядке, что произошло через несколько дней после того, как она была восстановлена после землетрясения, случившегося в феврале 2011 года. Эксперты полагали, что июньское землетрясение увеличит стоимость работ по ликвидации последствий землетрясений и реконструкции города примерно на 6 миллиардов новозеландских долларов.

## Реакция
Ввиду возможности афтершоков, полиция эвакуировала торговые центры и офисные здания в городе. Основные организации в городе, в том числе полицейские участки и офисы полномочных органов по восстановлению после землетрясений в Кентербери также были эвакуированы по соображениям безопасности. Аэропорт Крайстчерча приостановил свою работу после землетрясения, но все рейсы были возобновлены в тот же день. За несколько месяцев до землетрясения произошло похожее землетрясение магнитудой 6,3 близ Крайстчерча, вызвавшее множество жертв и разрушений. Поэтому возникли опасения по поводу безопасности ранее повреждённых зданий и сооружений, так как землетрясение 13 июня 2011 года нанесло им дополнительный ущерб. Десятки недовольных жителей собирались покинуть город, многие обратились за помощью к психологам.

### Усилия по оказанию помощи
Сразу после землетрясения силами Министерства гражданской обороны и чрезвычайных ситуаций был развёрнут Национальный кризисный центр для оказания помощи населению в связи с землетрясением. Сотни полицейских вышли на патрулирование. Власти предложили создать на открытом воздухе центр чрезвычайных операций, а также общественный социальный центр для предоставления ночлега пострадавшим от землетрясения. Армия студентов-волонтёров, которая приняла участие в очистке улиц от ила после землетрясения в феврале 2011 года снова предоставила добровольцев для начала уборки улиц. 285 000 новозеландских долларов было пожертвовано в девять благотворительных организаций, в том числе 40 000 в миссии Красного Креста и Армии спасения в Крайстчерче. В банке Westpac был открыт публичный благотворительный счёт для помощи жертвам землетрясения. Глава австралийского банка Содружества Commonwealth Bank of Australia дал благотворительный ужин в Сиднее, средства от которого пошли в фонд восстановления Крайстчерча. Спонсор выделил 700 000 австралийских долларов, в то время как входной билет на ужин стоил 10 000 австралийских долларов.